# Briefmarken-Jahrgang 1979 der Deutschen Bundespost Berlin
Der Briefmarken-Jahrgang 1979 der Deutschen Bundespost Berlin umfasste 22 Sondermarken und eine Dauermarke.
Alle Ausgaben dieses Jahrganges waren bis zum 31. Dezember 1991 frankaturgültig.
Der Nennwert der Marken betrug 13,10 DM; dazu kamen 3,35 DM als Zuschlag für wohltätige Zwecke.
Eine für Berliner Briefmarken ungewöhnliche Größe hatte die Sondermarke mit einem Motiv des Botanischen Gartens Berlins, der seit 300 Jahren existiert.
Als Ergänzungswert der Dauermarkenserie „Burgen und Schlösser“ erschien zeitgleich auch mit der Aufschrift Deutsche Bundespost eine Marke zum Nennwert von 60 Pfennig.

## Liste der Ausgaben und Motive
Legende
- Bild: Eine bearbeitete Abbildung der genannten Marke. Das Verhältnis der Größe der Briefmarken zueinander ist in diesem Artikel annähernd maßstabsgerecht dargestellt. Sollten keine Marken abgebildet sein, liegt es daran, dass das Urheberrecht des Künstlers noch nicht erloschen ist.
- Beschreibung: Eine Kurzbeschreibung des Motivs und/oder des Ausgabegrundes. Bei ausgegebenen Serien oder Blocks werden die zusammengehörigen Beschreibungen mit einer Markierung versehen eingerückt.
- Wert: Der Frankaturwert der einzelnen Marke in Pfennig. Ein „+“ bedeutet, dass es sich um eine Zuschlagsmarke handelt (= Frankaturwert + Spende).
- Ausgabedatum: Das Datum des erstmaligen Verkaufs dieser Briefmarke.
- Auflage: Soweit bekannt, wird hier die zum Verkauf angebotene Anzahl dieser Ausgabe angegeben.
- Entwurf: Soweit bekannt, wird hier angegeben, von wem der Entwurf dieser Marke stammt.
- Mi.-Nr.: Diese Briefmarke wird im Michel-Katalog unter der entsprechenden Nummer gelistet.

| Sondermarken | |                  |                       |                      |                        |                      |
| Bild         | Beschreibung                                                                                               | Werte in Pfennig | Ausgabe- datum (1979) | Auflage              | Entwurf                | Mi.-Nr.              |
|              | Neubau des Internationalen Congress-Centrums Berlin                                                        | 60               | 14. Februar           | 7.500.000            | Ernst Finke            | 591                  |
|              | Für die Jugend 1979: Luftfahrt - Segelflugzeug: Vampyr (1921)                                              | 40+20            | 5. April              | 3.109.000            | Fritz Haase            | 592                  |
|              | - Verkehrsflugzeug: Junkers Ju 52/3m (1932)                                                                | 50+25            | 5. April              | 3.106.000            | Fritz Haase            | 593                  |
|              | - Sportflugzeug: Messerschmitt Bf 108, „Taifun“ (1934)                                                     | 60+30            | 5. April              | 3.103.000            | Fritz Haase            | 594                  |
|              | - Verkehrsflugzeug: Douglas DC-3 (1935)                                                                    | 90+45            | 5. April              | 3.082.000            | Fritz Haase            | 595                  |
|              | Sporthilfe 1979 - Staffellauf                                                                              | 60+30            | 5. April              | 2.844.000            | Hans Peter Hoch        | 596                  |
|              | - Bogenschießen                                                                                            | 90+45            | 5. April              | 2.887.000            | Hans Peter Hoch        | 597                  |
|              | 100 Jahre Bundesdruckerei Berlin Reichsadler und Bundesadler                                               | 60               | 17. Mai               | 7.500.000            | Hans Hiller            | 598                  |
|              | Weltmeisterschaften im Bogenschießen Zielscheibe und Pfeile                                                | 50               | 12. Juli              | 6.500.000            | Ernst Finke            | 599                  |
|              | Internationale Funkausstellung (IFA) Fernsehschirm, Ausstellungsemblem                                     | 60               | 12. Juli              | 6.500.000            | Bundesdruckerei Berlin | 600                  |
|              | 200. Geburtstag von Moses Mendelssohn                                                                      | 90               | 9. August             | 6.000.000            | Reinhold Gerstetter    | 601                  |
|              | 300 Jahre Botanischer Garten Berlin Venusschuh Paphiopedilum insigne, Großes Tropenhaus                    | 50               | 9. August             | 6.500.000            | Manuela Pusch          | 602                  |
|              | 300 Jahre Straßenbeleuchtung in Berlin: Historische Straßenlaternen - Gasbetriebene Modell-Leuchte         | 10               | 9. August             | 15.000.000           | Ernst Finke            | 603                  |
|              | - Elektrische Kohlebogenleuchte                                                                            | 40               | 9. August             | 12.000.000           | Ernst Finke            | 604                  |
|              | - Gas-Hängeleuchte                                                                                         | 50               | 9. August             | 7.500.000            | Ernst Finke            | 605                  |
|              | - Fünfarmiger Kandelaber                                                                                   | 60               | 9. August             | 10.000.000           | Ernst Finke            | 606                  |
|              | Wohlfahrtsmarken 1979: Blüten und Früchte des Waldes - Lärche Larix decidua                                | 40+20            | 11. Oktober           | 8.000.000            | Heinz Schillinger      | 607                  |
|              | - Haselnuss Corylus avellana                                                                               | 50+25            | 11. Oktober           | 8.300.000            | Heinz Schillinger      | 608                  |
|              | - Roßkastanie Aesculus hippocastanum                                                                       | 60+30            | 11. Oktober           | 10.200.000           | Heinz Schillinger      | 609                  |
|              | - Schlehe Prunus spinosa                                                                                   | 90+45            | 11. Oktober           | 4.700.000            | Heinz Schillinger      | 610                  |
|              | 125 Jahre Litfaßsäulen                                                                                     | 50               | 14. November          | 6.500.000            | Ernst Finke            | 612                  |
|              | Weihnachtsmarke 1979 Geburt Christi, Detail der Initiale „H“, Handschrift der Zisterzienserabtei Altenberg | 40+20            | 14. November          | 6.400.000            | Peter Steiner          | 613                  |
| Dauermarken  | |                  |                       |                      |                        |                      |
| Bild         | Beschreibung                                                                                               | Werte in Pfennig | Ausgabe- datum (1979) | Auflage Berlin, Bund | Entwurf                | Mi.-Nr. Berlin, Bund |
|              | Dauermarkenserie: Burgen und Schlösser - Schloss Rheydt                                                    | 60               | 14. November          |                      | Heinz Schillinger      | 611 1028             |